# Договір у Сан-Ільдефонсо (1796)
Договір у Сан-Ільдефонсо було укладено 19 серпня 1796 року між Іспанією та республіканською Францією.
Відповідно до умов договору Франція та Іспанія започатковували військовий альянс та об'єднували свої сили проти Великої Британії.